# Blago Sierra Madre (1948.)
Blago Sierra Madre (eng. The Treasure of the Sierra Madre) američki je film  Johna Hustona iz 1948. s  Humphreyjem Bogartom i  Walterom Hustonom u glavnim ulogama. Temeljen je na istoimenom romanu B. Travena iz 1927., u kojem se dva američka razbojnika (Humphrey Bogart i Tim Holt) u dvadesetim godinama u  Meksiku udružuju s veteranom (Walter Huston, redateljev otac) kako bi pronašli blago. Veteran uspijeva predvidjeti nevolju, ali ipak ode s njima. Blago Sierra Madre bio je jedan od prvih holivudskih filmova koji se gotovo u cijelosti snimao izvan  Sjedinjenih Država (u Tampicu, Meksiko), iako su noćne scene snimljene u studiju. Film dosta vjerno prati roman.

## Priča i povijesni kontekst
U dvadesetima se teror  Meksičke revolucije dosta stišao, ali raštrkane bande i dalje teroriziraju sela. Nova post-revolucionarna vlada oslanja se na učinkovitu, ali nemilosrdnu Federalnu policiju, u žargonu poznatu pod nazivom Federales, koja patrolira zabačenim područjima i rješava se bandita. Stranci, kao što su trojica Amerikanaca protagonista priče, u velikoj su opasnosti jer će ih banditi ubiti ako naiđu na njih. Banditi su također u opasnosti od vojske koja ih nemilosrdno ubija, a čak prije toga moraju iskopati vlastite grobove. To je kontekst u kojem trojica gringosa polaze iz malog meksičkog gradića u potragu za blagom u planine Sierra Madre. U unutrašnjost zemlje putuju vlakom i preživljavaju napad bandita na putu. 
U pustinji, Howard, veteran iz grupe, se pokazuje kao najčvršći i najpametniji; on će i otkriti blago koje traže. Rov je iskopan te je mnogo zlata izvađeno, ali na scenu stupa pohlepa i Fred C. Dobbs (Bogart) počinje gubiti povjerenje i razum, u želji da uzme čitavo blago. Tada se ponovno pojavljuju banditi, predstavljajući se da su Federalci. Nakon vatrenog obračuna, pojavljuje se prava postrojba Federalaca te odvode bandite. Howard je pozvan da pomogne nekim seljacima, dok se Dobbs i treći partner, Curtin, konačno obračunavaju. Dobbs pobjeđuje i ostavlja Curtina da leži krvareći. Međutim, dok on tetura kroz pustinju, pronalaze ga i ubijaju neki preživjeli banditi, koji, ne znajući, rasipaju zlato u vjetar. Curtin je pronađen i odveden u Howardovo selo, gdje se oporavlja. On i Howard svjedoče pogubljenju bandita od strane Federalaca te saznaju da je zlato nestalo. Razdvajaju se, Howard se vraća u selo, a Curtin kući u Ameriku.

## Nagrade
John Huston osvojio je  Oscara za režiju i najbolji originalni scenarij. Walter Huston, njegov otac, osvojio je  Oscara kao najbolji sporedni glumac. Film se konstantno nalazi na popisu 250 najboljih filmova svih vremena na IMDb-u.
Osvojena su i tri Zlatna globusa: za najbolji film - drama, režiju i sporednog glumca (Walter Huston), te nominacija za nagradu BAFTA (najbolji film).

## Glumci
- Humphrey Bogart - Fred C. Dobbs
- Walter Huston - Howard
- Tim Holt - Bob Curtin
- Bruce Bennett - James Cody
- Barton MacLane - Pat McCormick
- Alfonso Bedoya - Gold Hat
- Arturo Soto Rangel - El Presidente (Soto Rangel)
- Manuel Donde - El Jefe
- Jose Torvay - Pablo
- Margarito Luna - Pancho

## Zanimljivosti
- Povučeni romanopisac B. Traven zamoljen je da posjeti set tijekom snimanja. Traven je oklijevao i rekao kako će poslati pomoćnika. Pomoćnik je zapravo bio sami Traven koji je koristio pseudonim.
- Kako bi dodao autentičnost svojoj ulozi, Waltera Hustona je njegov sin, John Huston nagovorio da nastupi bez umjetnih zubiju.
- Prosjak s početka filma bio je redatelj John Huston.

## Vanjske poveznice
- Blago Sierra Madre u internetskoj bazi filmova IMDb-a
- Filmsite.org
- Rotten-tomatoes.com